# Dalla paura all'amore
Dalla paura all’amore (Stromboli)  è un film del 2023 diretto da Michiel van Erp.
Il film è tratto dal romanzo omonimo di Saskia  Noort.

## Trama
Tormentata dal ricordo del suo matrimonio fallito e di un litigio avvenuto con sua figlia, una donna si reca in Italia nell’isola di Stromboli e si unisce a un gruppo di auto aiuto dopo che la sua vacanza non è andata come aveva programmato.

## Distribuzione
Il film è stato distribuito sulla piattaforma Netflix a partire dal 3 febbraio 2023.